# Zimiromus piura
Zimiromus piura Platnick & Shadab, 1976 è un ragno appartenente alla famiglia Gnaphosidae.

## Etimologia
Il nome della specie deriva dalla località peruviana di rinvenimento degli esemplari il 13 gennaio 1939: Piura.

## Caratteristiche
L'olotipo femminile rinvenuto ha lunghezza totale è di 4,94-6,18mm; la lunghezza del cefalotorace è di 2,03-2,17mm; e la larghezza è di 1,64-1,74mm.

## Distribuzione
La specie è stata reperita nel Perù settentrionale: l'olotipo femminile è stato rinvenuto 2,5 miglia ad est di Hacienda Meolles, nei pressi di Piura, appartenente alla regione omonima.

## Tassonomia
Al 2016 non sono note sottospecie e dal 1976 non sono stati esaminati nuovi esemplari.